# Menander Protector
Menander Protector (Menander Păzitorul) (secolul al VI-lea) a fost un istoric bizantin.
Menander s-a născut la Constantinopol la jumătatea secolului al VI-lea. Despre viața sa se cunosc puține date, culese din relatările târzii (din secolul al X-lea) ale lui Suidas. El a început studiile de drept, pe care le-a abandonat în favoarea unei vieți de plăceri. Atunci când averea sa risca să se risipească, patronajul acordat literaturii de către împăratul Mauriciu al Bizanțului, la curtea căruia Menander era ofițer militar (de aici și epitetul de Protector, care denotă funcția sa de militar), l-a încurajat să încerce să scrie istorie.
El l-a avut ca model pe istoricul Agathias care, ca și el, fusese jurist, iar istoria lui Menander debutează cu evenimente care urmează momentului în care se încheie cronica lui Agathias. Astfel, istoria lui Menander acoperă perioada dintre sosirea kutrigurilor în Tracia în timpul împăratului Iustinian I în anul 558 și moartea împăratului Tiberiu I din 582. Fragmente consistente ale operei sunt prezervate în excerpte ale lui Constantin Porfirogenetul și în lexikon-ul lui Suidas. Deși stilul este uneori bombastic, Menander este considerat o sursă demnă de încredere și una dintre autoritățile istoriografice pentru secolul al VI-lea, în special chestiuni de natură geografică și etnografică. Menander a fost un martor ocular al unora dintre evenimentele pe care le descrie. Ca și Agathias, el a scris epigrame.